# 德韋·高達
哈拉達納哈里·多德戈達·德韋·高達（英語：Haradanahalli Doddegowda Deve Gowda，1933年5月18日—），印度政治家，曾任印度總理和卡納塔克邦首席部長。屬於聯合陣線中最大的人民黨。